# Vlastec (Křivoklátská vrchovina)

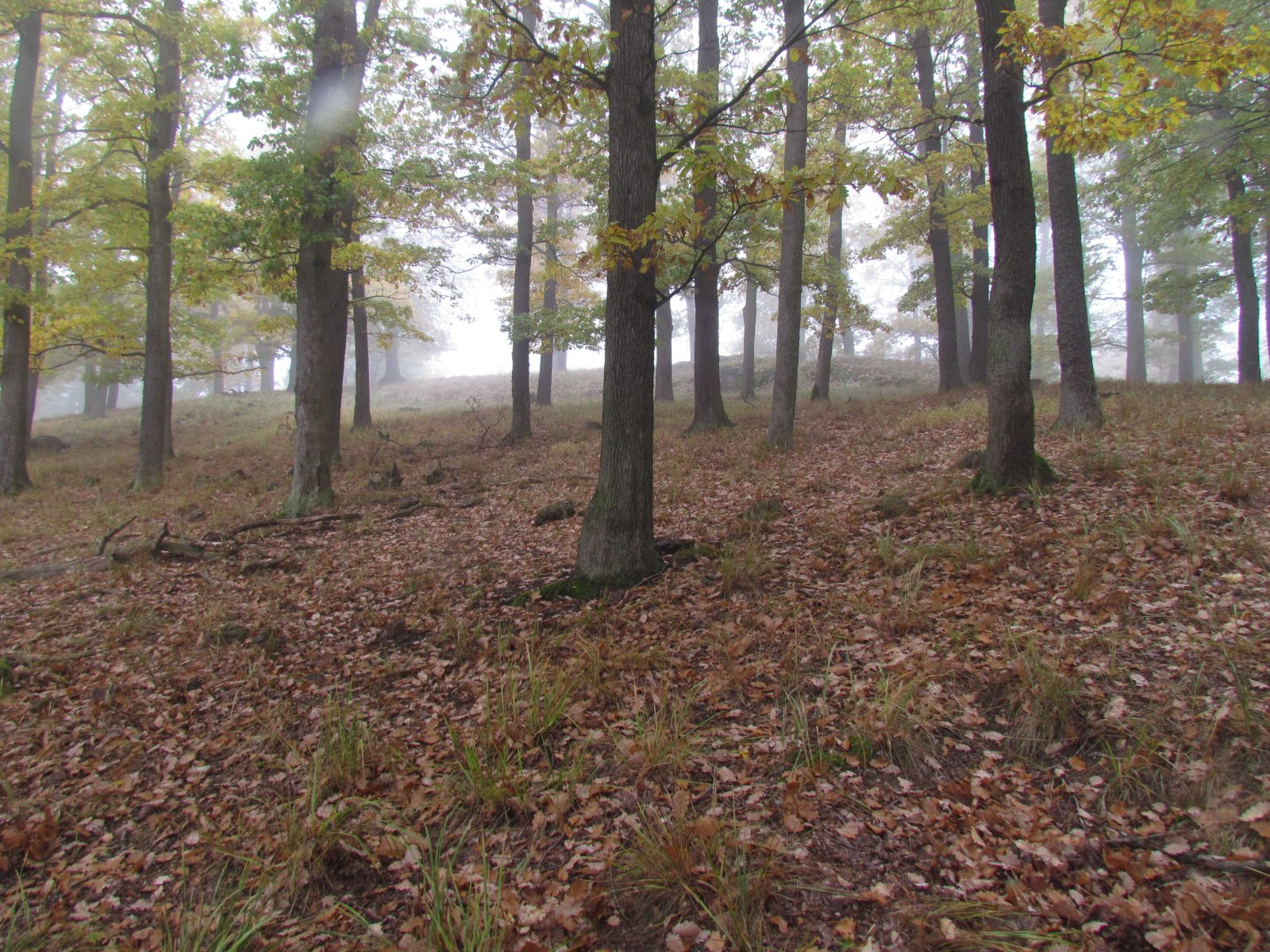
Les v okolí vrcholu Vlastce

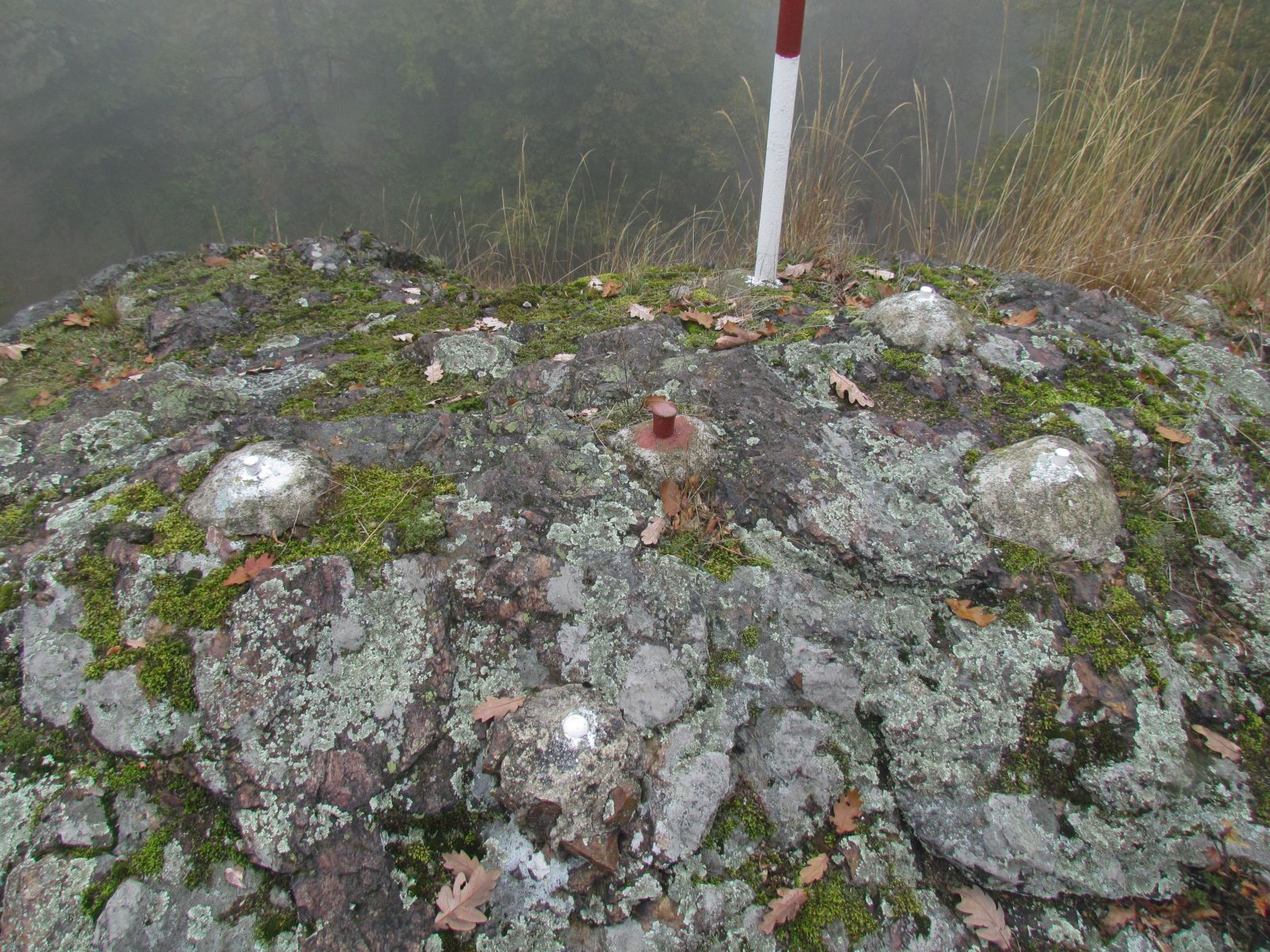
Detail vrcholu Vlastce

Vlastec (611,7 m n. m.) je nejvyšším bodem okresu Rakovník. Nachází se při jeho nejjižnějším okraji, 4,5 km jihovýchodně od Skryj. Asi 460 metrů na sever od hlavního vrcholu se nachází vrchol Malý Vlastec (566,2 m n. m.).

## Geologie
Vrchol vznikl v období kambria pravděpodobně, stejně jako některé okolní vrcholy (Těchovín, Kohoutov), jako podmořská sopka. Jeho geologie je však komplikovanější než u okolních vrcholů. Velkou část, zejména severní a západní svahy tvoří dacit, místy tufy dacitu. Dále na severu pak andezit. Vrchol a jihovýchodní svahy jsou tvořeny červenohnědým ryolitem. Tyto horniny náleží ke křivoklátsko-rokycanskému pásmu svrchního kambria. Na jihovýchodě, přibližně od vodoteče Úpořského potoka se vyskytují deluviální, hlinité a hlinitokamenité sedimenty kvartérního holocénu-pleistocénu.

## Fauna a flóra
Vrch je porostlý smíšeným lesem s bohatým zastoupením buků, dubů či javorů. Fauna víceméně odpovídá charakteru CHKO Křivoklátsko, na jehož území se vrchol nachází. Mimo stád srnců či divokých prasat lze spatřit i početná stáda muflonů.

## Přístup
Na vrchol nevede žádná cesta. V jeho blízkosti však prochází severojižně zelené turistické značení od rozcestí Pod Malým Vlastcem (nachází se severně od vrcholu při silnici ze Skryj do Broum) k rozcestí Vlastec – hájovna (jižně od vrcholu při silnici ze Skryj do Líšné či Bzové). Z něj pak lze odbočit přes průsek pod elektrickým vedením lesní cestou k východu. Po zhruba 200 metrech od vstupu do lesa je vrchol vzdálen asi 200 metrů severozápadně.